# 137 Meliboeja
137 Meliboeja (mednarodno ime 137 Meliboea, starogrško starogrško Μελίβοια: Melíboia) je asteroid v glavnem asteroidnem pasu.
Pripada asteroidni družini Meliboeja, ki ima po njem tudi ime. 

## Odkritje
Meliboejo je 21. aprila 1874 odkril Johann Palisa. Poimenovan je po eni izmed treh Meliboej iz grške mitologije.

## Lastnosti
Asteroid je zelo temen. Sestavljen je iz ogljikovih snovi. Je največji član družine asteroidov Meliboeja.